# Синицын, Даниил Михайлович
Даниил Михайлович Сини́цын (1912—1975) — Герой Советского Союза.

## Биография
Родился в деревне Ермашовка (ныне — Перемышльского района Калужской области) в семье рабочего. Русский.
Окончил 7 классов, затем работал разнорабочим.
Член ВКП(б)/КПСС с 1939 года. В действующую армию был призван в июле 1942 года. В 1943 году окончил Тамбовское военно-политическое училище.
Командовал 3-м стрелковым батальоном 487-го стрелкового Краснознамённого полка 143-я стрелковая дивизия (47-я армия, 1-й Белорусский фронт). Звание — майор.
С 1953 года ушёл в запас. Жил в Семипалатинске. Окончил курсы профсоюзных работников. Был избран заместителем председателя Семипалатинского горсовета. Впоследствии работал инженером.
Умер 5 мая 1975 года. Похоронен в городе Семее.

### Подвиг
15 января 1945 года при прорыве сильно укреплённой обороны противника у населённого пункта Ольшевница (северо-западнее города Легьоново, Польша), командуя штурмовым батальоном, форсировал Вислу и организовал круговую оборону до переправы основных сил. Этим способствовал форсированию Вислы частями дивизии и взятию крепости Модлин.

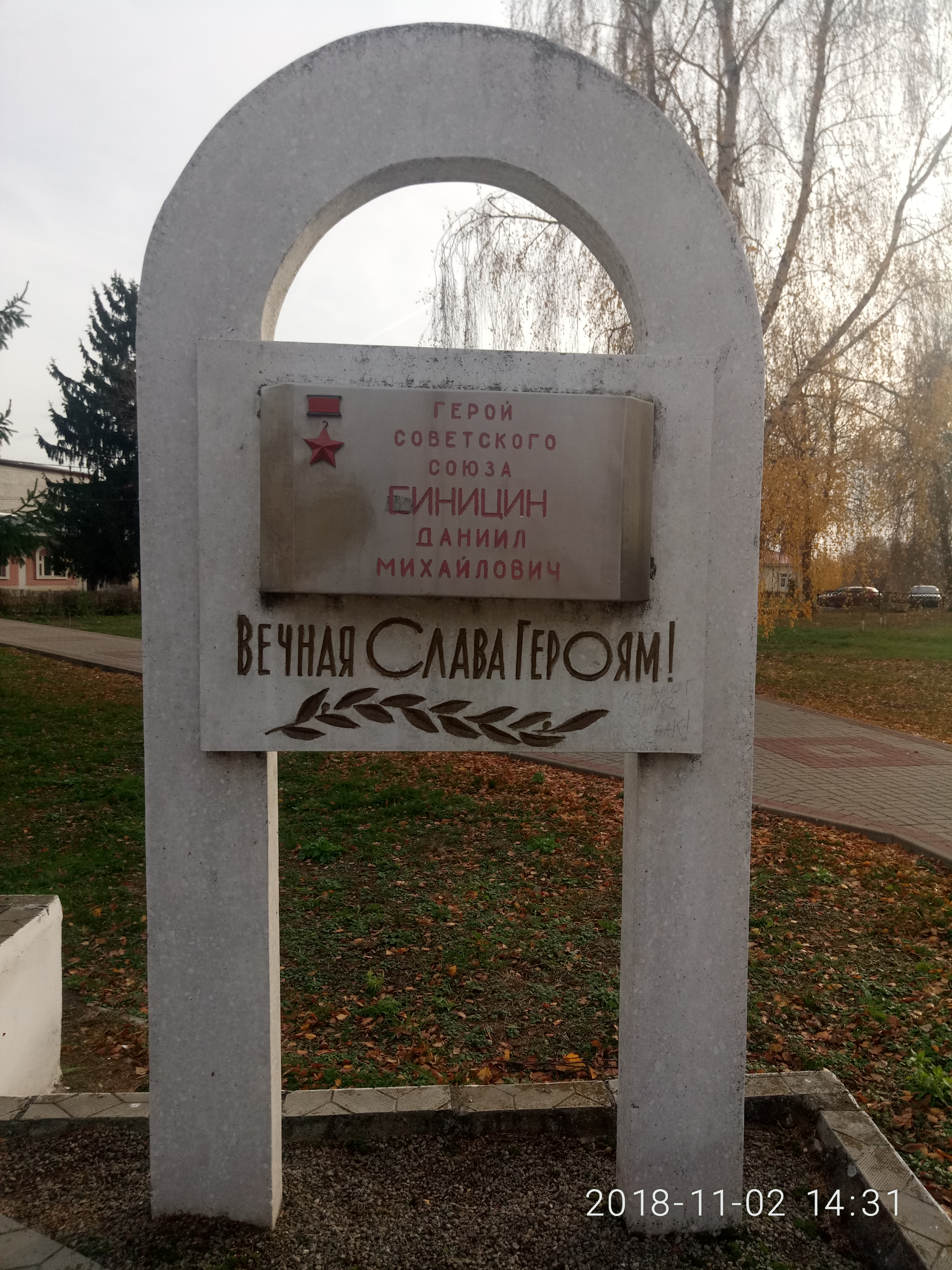
Памятный знак в честь Синицина в составе мемориала в Перемышле

## Награды
- Медаль «Золотая Звезда» Героя Советского Союза (указ от 27.02.1945);
- орден Ленина;
- орден Александра Невского;
- два ордена Красной Звезды;
- медали.